# Cliffortia dodecandra
Cliffortia dodecandra es una especie de planta del género Cliffortia, perteneciente a la familia Rosaceae.

## Taxonomía
Cliffortia dodecandra fue descrita por August Henning Weimarck en 1934.

## Distribución
Se encuentra en el territorio de las Provincias del Cabo.